# Rivière Pot au Beurre
Rivière Pot au Beurre är ett vattendrag i Kanada.   Det ligger i provinsen Québec, i den sydöstra delen av landet, 220 km öster om huvudstaden Ottawa.
Omgivningarna runt Rivière Pot au Beurre är en mosaik av jordbruksmark och naturlig växtlighet. Runt Rivière Pot au Beurre är det glesbefolkat, med 13 invånare per kvadratkilometer.